# Escritura beneventana

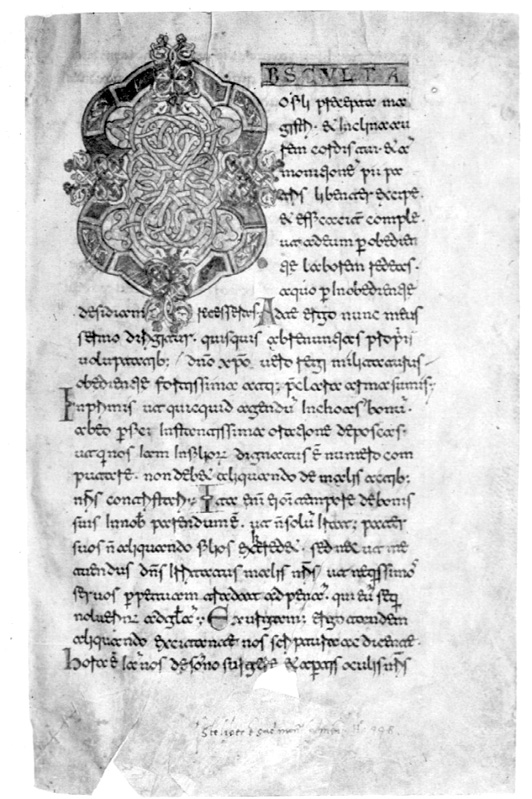
Regla de San Benito, escrita en Montecasino a finales del

La escritura beneventana fue una escritura medieval originaria del Ducado de Benevento en el sur de Italia desde mediados del siglo VIII.

## Denominación
El nombre escritura beneventana fue acuñada por el paleógrafo Elias Avery Lowe con el precedente del estudioso Gaetano Marini en 1805 y una expresión que ya estaba atestiguada en la Edad Media como littera beneventana. En el siglo XI se denominaba littera longobardica. A los humanistas italianos les gustaba utilizar el nombre de lombarda porque para ellos remitía a los bárbaros y a la oscura Edad Media de la que querían distanciarse. Poggio Bracciolini (1380-1459) fue uno de los primeros en utilizar el término, denominación que sostendrá el erudito Mabillon al considerarla como una evolución de la escritura introducida por los lombardos en los territorios que estuvieron bajo su dominio.

## Distribución geográfica
La escritura benaventana está documentada principalmente en el sur de la península itálica, así como en la costa dálmata. La expansión en Dalmacia se debió probablemente a la fundación de abadías benedictinas patrocinadas por monjes procedentes de Montecassino. Los centros más importantes en los que se practicó en la península italiana fueron: Montecasino, Cava de' Tirreni, Capua, Nápoles, Salerno y Bari y en Dalmacia: Osor, Zadar, Trogir, Split y Ragusa

## Cronología
La independencia del ducado de Benevento del Imperio carolingio permitió que la escritura se desarrollara más en el sur de Italia. La copia probablemente más antigua, que no está fechada pero que es aproximadamente de mediados del siglo VIII, se conserva en la abadía de Montecassino. Alcanzó su forma definitiva a principios del siglo X y su máximo apogeo a mediados del siglo XI y continuó utilizándose como principal sistema de escritura hasta principios del siglo XII. A partir del siglo XIII su uso decayó gradualmente. El manuscrito fechado más reciente es de 1295. Se utilizó de manera aislada en los siguientes siglos XIV y XV reemplazada por la escritura gótica pero mostró una alta perdurabilidad con ejemplos datados hacia finales del siglo XVI.

## Características y evolución
Su origen gráfico procede de la minúscula italiana redonda, rica en ligaduras, de tipo precarolino. A diferencia de las precarolinas del norte, cuya evolución y desarrollo fue interrumpido por la aparición de la minúscula carolina, la escritura beneventana del periodo inicial prosiguió su propia evolución y se transformó paulatinamente hasta convertirse en un tipo de escritura caligráfico bien definido.
Se pueden establecer diferentes etapas en la evolución de la escritura beneventana:
- Antes de su canonización: Desde los orígenes hasta aproximadamente la segunda mitad del siglo X. Conserva características de la cursiva: trazado irregular, falta de separación clara entre las letras; uso de diferentes formas de i alta; los títulos de los capítulos se escriben en mayúsculas y, con mayor frecuencia, en uncial; falta de acentos tónicos y de signos de puntuación reglados.
- La canonización: Se manifiesta a partir del siglo X. Características destacadas: Muestra un aspecto caligráfico; las palabras se separan correctamente; las letras se trazan de forma normalizada y con un diseño redondeado; se fija el trazado espeso de las astas y los trazos gruesos y delgados en el interior de la escritura. Dentro de este mismo periodo de canonización se produjo una variedad de estilos locales entre los que destacan los de Montecasino y los de Bari.

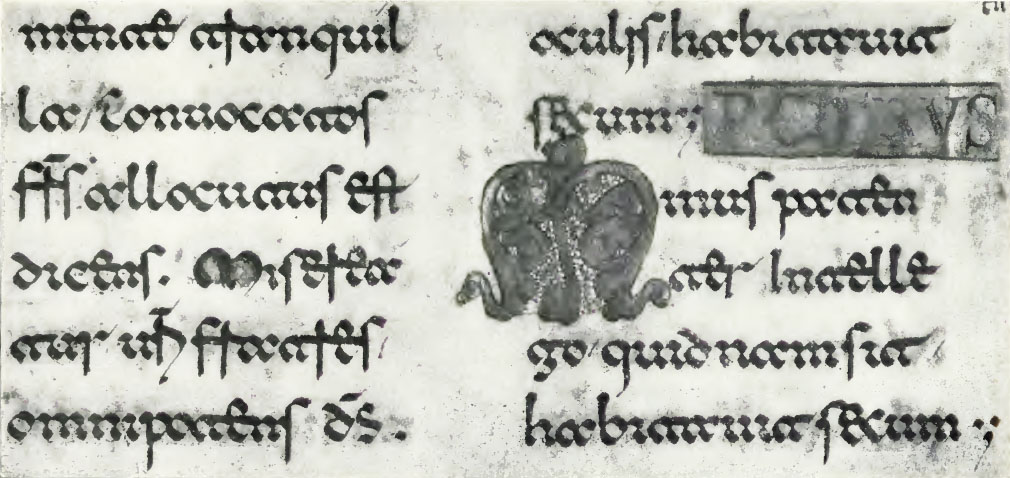
Ejemplo de tipificación casinense

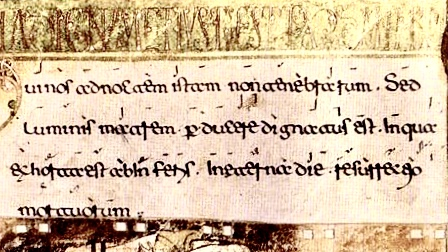
Ejemplo de tipificacion bariense

1. Tipificación de Montecasino: aparte de las características generales, la variante de la abadía de Montecasino contiene entre otras particularidades la presencia de trazos horizontales, verticales y oblicuos muy gruesos hacia la derecha y trazos oblicuos muy finos hacia la izquierda debido al uso de una pluma cortada en la izquierda. En el siglo XIII, la escritura casinense se hizo más rígida, con una forma más pequeña, de diseño denso y anguloso, con trazos cortos y rotos, aumentó las abreviaturas y empezó a manifestar elementos de la escritura carolingia.
2. Tipificación de Bari: formada a finales del siglo X o en los inicios del XI. Influenciada por un tipo de minúscula griega utilizada en Bari en la época de la dominación bizantina. Tiene una forma más ancha, con trazos redondeados, un sombreado más fino (favorecido por el uso de plumas con punta rígida de estilo griego) o la inclusión de la nota tironiana para la abreviación del vocablo latino est (÷) entre otras características. A diferencia de la tipificicación de Montecasino, muestra una ausencia de la línea horizontal que, a modo de barra, une letras en el interior de la palabra. Los ejemplos más representativios de la tipificiación bariana serían los rollos litúrgicos del Exultet según la antigua liturgia de Benevento.